# Медзяна (Нижньосілезьке воєводство)
Медзяна (пол. Miedziana) — село в Польщі, у гміні Сулікув Зґожелецького повіту Нижньосілезького воєводства.
Населення — 325 осіб (2011).
У 1975-1998 роках село належало до Єленьоґурського воєводства.

## Демографія
Демографічна структура станом на 31 березня 2011 року:
|          | Загалом | Допрацездатний вік | Працездатний вік | Постпрацездатний вік |
| -------- | ------- | ------------------ | ---------------- | -------------------- |
| Чоловіки | 166     | 41                 | 116              | 9                    |
| Жінки    | 159     | 40                 | 90               | 29                   |
| Разом    | 325     | 81                 | 206              | 38                   |

## Галерея

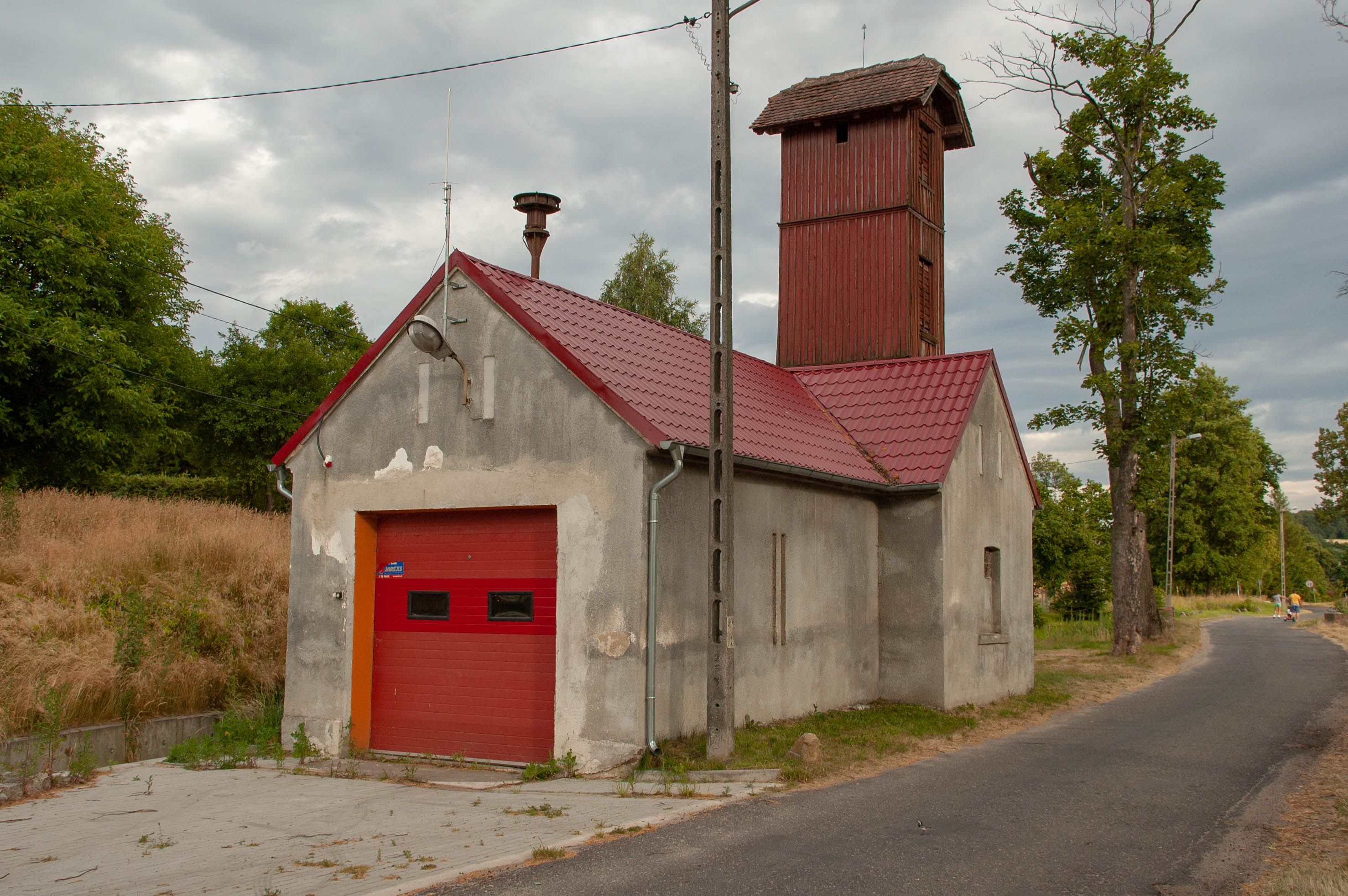
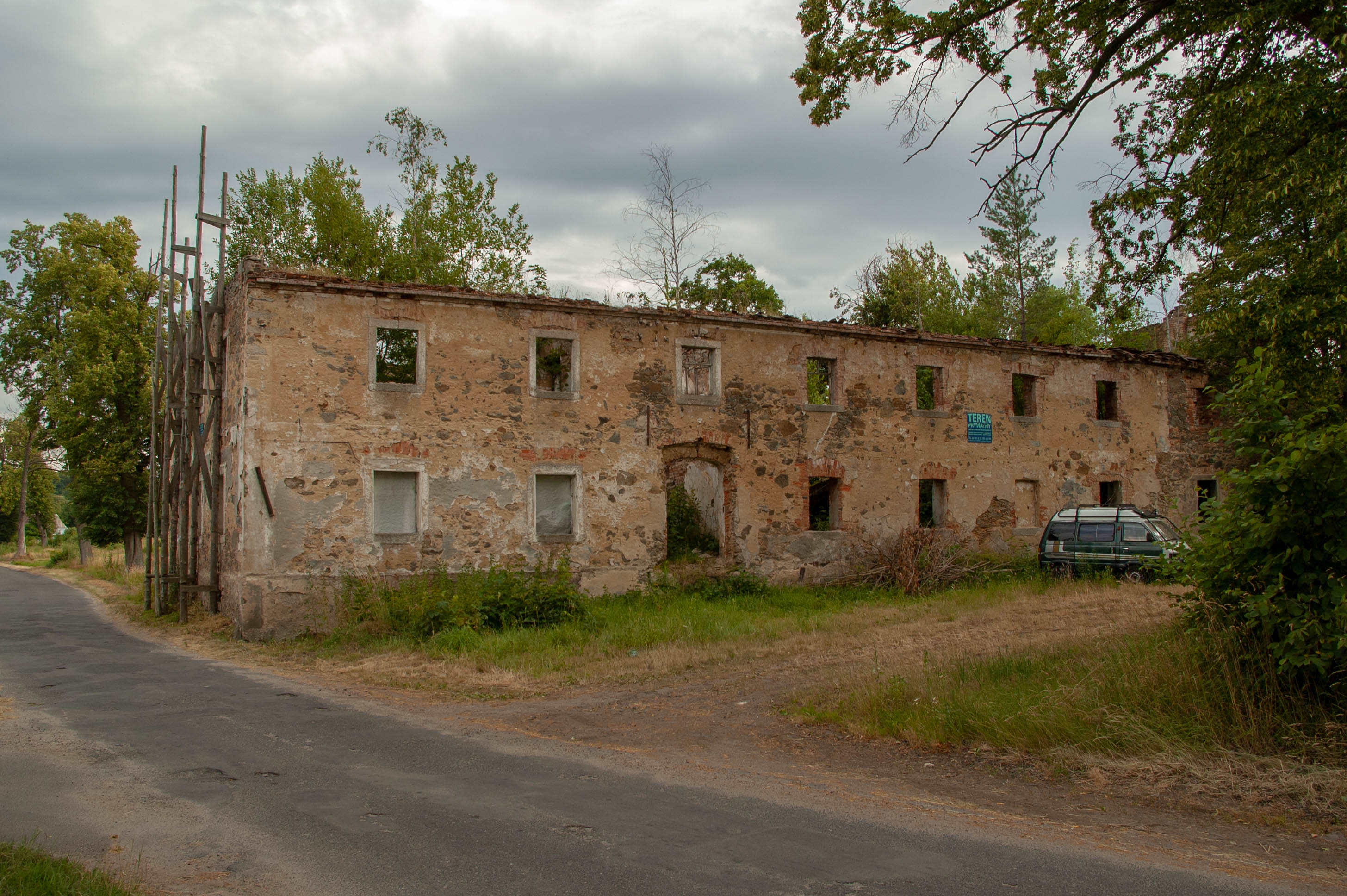
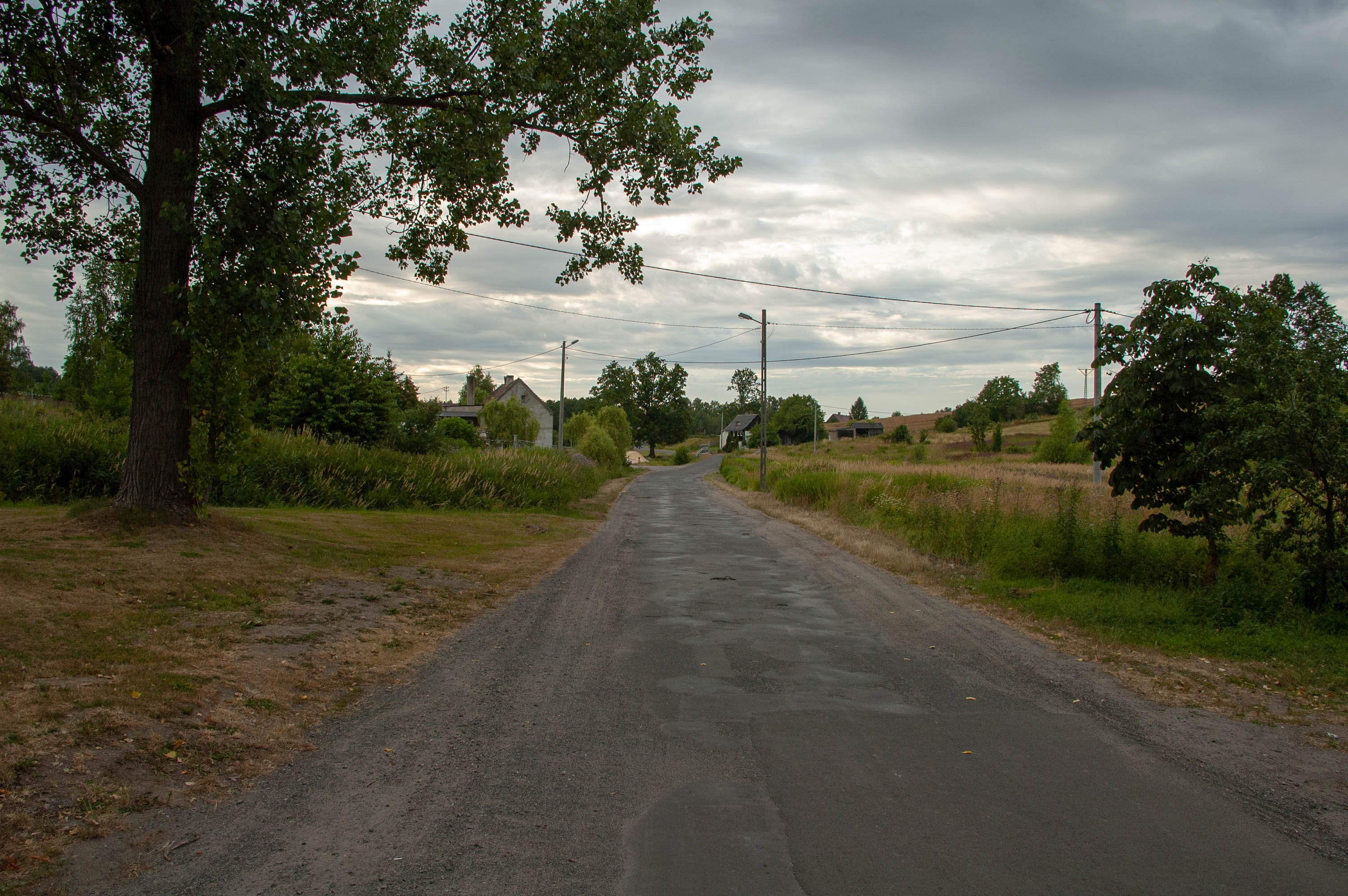
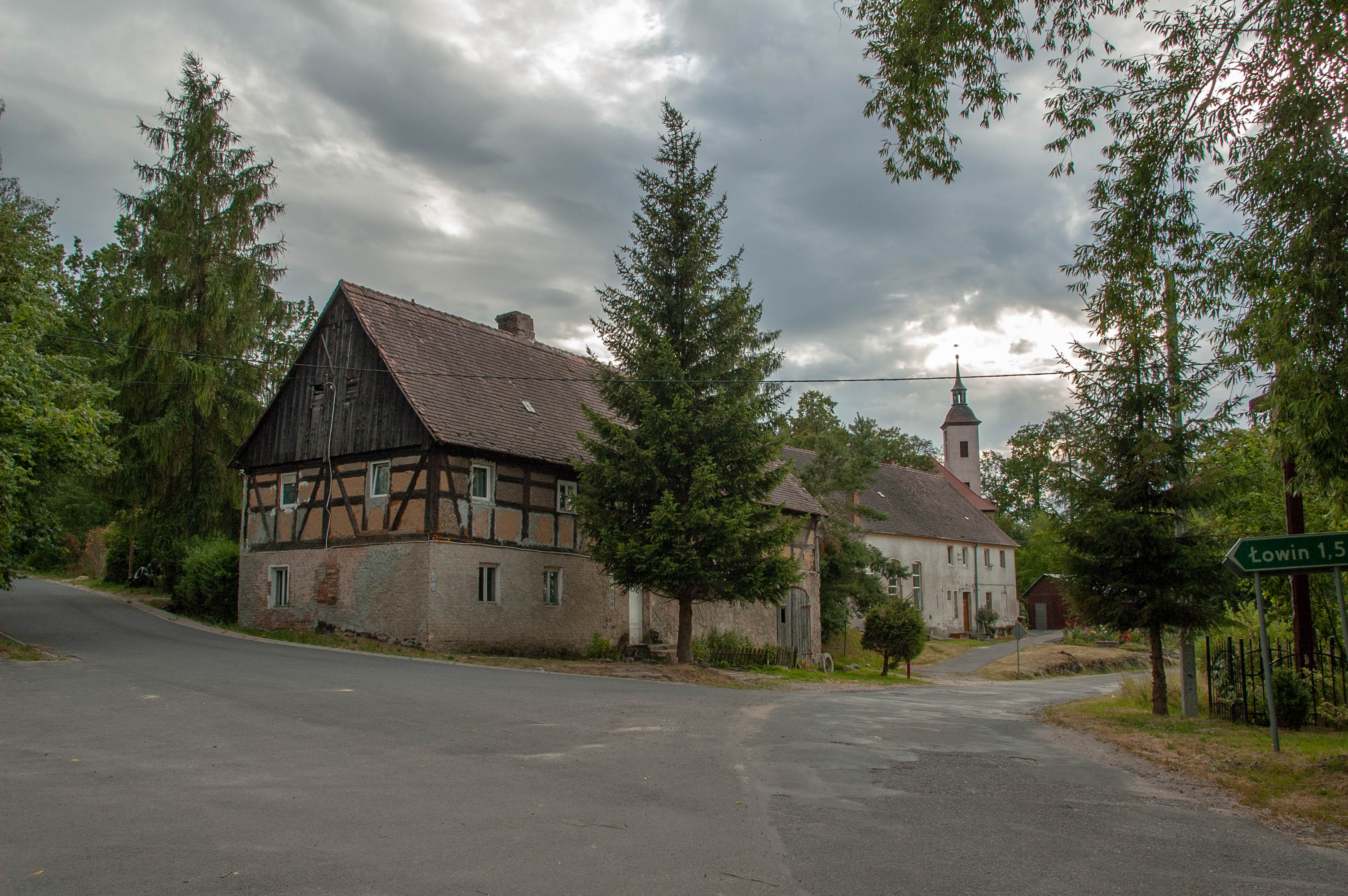